# Mario y Sonic en los Juegos Olímpicos de Invierno Sochi 2014
Mario y Sonic en los Juegos Olímpicos de Invierno Sochi 2014 es un juego de deportes para la Nintendo Wii U. Es el cuarto juego cruzado de Mario & Sonic. Es el videojuego oficial de los Juegos Olímpicos de Invierno de 2014, que se celebraron en Sochi. Es el primer juego de la serie que no fue lanzado en una consola portátil también.

## Reseñas
El juego recibió críticas muy comunes. Tiene un 55/100 en Metacritic. Scott Thompson, de IGN, dijo: "[El juego] tiene algunas buenas ideas, pero está cargado de malos controles de movimiento". Metro le dio un 3/10, diciendo que era demasiado similar a los otros juegos de la serie.

## Doblaje
Este es el primer juego de Mario y Sonic en los Juegos Olímpicos con tener doblaje español
| Personaje            | Actor de voz      | Actor de voz      | Actor de voz          |
| Personaje            | Japonés           | Inglés            | Español               |
| Comentarista         | Runblebee         | Runblebee         | ¿?                    |
| Mario                | Charles Martinet  | Charles Martinet  | Charles Martinet      |
| Luigi                | Charles Martinet  | Charles Martinet  | Charles Martinet      |
| Wario                | Charles Martinet  | Charles Martinet  | Charles Martinet      |
| Waluigi              | Charles Martinet  | Charles Martinet  | Charles Martinet      |
| Princesa Peach       | Samantha Kelly    | Samantha Kelly    | Samantha Kelly        |
| Toad                 | Samantha Kelly    | Samantha Kelly    | Samantha Kelly        |
| Princesa Daisy       | Deanna Mustard    | Deanna Mustard    | Deanna Mustard        |
| Yoshi                | Kazumi Totaka     | Kazumi Totaka     | Kazumi Totaka         |
| Birdo                | Kazumi Totaka     | Kazumi Totaka     | Kazumi Totaka         |
| Donkey Kong          | Takashi Nagasako  | Takashi Nagasako  | Takashi Nagasako      |
| Bowser               | Kenny James       | Kenny James       | Kenny James           |
| Bowsitos             | Kenny James       | Kenny James       | Kenny James           |
| Bowser Jr.           | Caety Sagoian     | Caety Sagoian     | Caety Sagoian         |
| Kamek                | Atsushi Masaki    | Atsushi Masaki    | Atsushi Masaki        |
| Rey Boo              | Toru Asakawa      | Toru Asakawa      | Toru Asakawa          |
| Sonic the Hedgehog   | Jun'ichi Kanemaru | Roger Craig Smith | Jonatán López         |
| Miles "Tails" Prower | Ryō Hirohashi     | Kate Higgins      | Graciela Molina       |
| Knuckles the Echidna | Nobutoshi Canna   | Travis Willingham | Sergio Mesa           |
| Amy Rose             | Taeko Kawata      | Cindy Robinson    | Meritxell Ribera      |
| Shadow the Hedgehog  | Kōji Yusa         | Kirk Thornton     | Manuel Gimeno         |
| Rouge the Bat        | Rumi Ochiai       | Karen Strassman   | Ana Vidal             |
| E-123 Omega          | Taiten Kusunoki   | Vic Mignogna      | Albert Vilcan         |
| Jet the Hawk         | Daisuke Kishio    | Michael Yurchak   | Sergio Mesa           |
| Silver the Hedgehog  | Daisuke Ono       | Quinton Flynn     | Ángel de Gracia       |
| Blaze the Cat        | Nao Takamori      | Laura Bailey      | Carmen Ambrós         |
| Vector the Crocodile | Kenta Miyake      | Keith Silverstein | Alfonso Vallés        |
| Omochao              | Etsuko Kozakura   | Laura Bailey      | Sofía García          |
| Doctor Eggman        | Chikao Ōtsuka     | Mike Pollock      | Francesc Belda        |
| Doctor Eggman Nega   | Chikao Ōtsuka     | Mike Pollock      | Francesc Belda        |
| Orbot                | Mitsuo Iwata      | Kirk Thornton     | Albert Vilcan         |
| Cubot                | Wataru Takagi     | Wally Wingert     | Xadi Mouslemeni Mateu |